# Vrijberge
Vrijberge est un hameau appartenant à la commune néerlandaise de Tholen, situé dans la province de la Zélande, qui dépend du village d'Oud-Vossemeer.
Vrijberge est une ancienne seigneurie et une ancienne commune indépendante, rattachée à Oud-Vossemeer le 1er janvier 1813.